# Тонкая серебристая нить (рассказы)
«Тонкая серебристая нить» — сборник рассказов Полины Жеребцовой, в котором отражена жизнь мирных жителей в городе Грозном в период чеченских войн. Сборник создавался автором с 2005 по 2015 год. Чеченские рассказы знакомят читателя с жизнью на войне и являются художественным осмыслением увиденного и пережитого Полиной Жеребцовой в Чеченской Республике. Сборник опубликован в 2015 году в издательстве «АСТ» Елены Шубиной. Рассказы презентовали в Сахаровском центре.
По мнению Фонтанка.ру, книга вошла в «10 главных книг осени-2015»

## Особенности жанра и проблематика
Полина Жеребцова пишет в жанре, где краеугольным камнем является документальное свидетельство. Объединение документальности и художественности имеет у Жеребцовой настолько высокое мастерство, что, по словам критиков, достигает цели воспитания следующих поколений.. При этом в повествовании помимо исторической хроники, есть описание мистики, необъяснимых явлений и путешествия в сновидениях. Каждый из рассказов является продолжением предыдущего и объединяет все истории в единый слитный текст. Герои кочуют из одной военной истории в другую, как и их реальные прототипы на пепелище грозненских улиц.
По признанию самого автора, она никогда не меняла имена погибшим, чтобы сохранить память в сердцах людей.
В журнале Знамя сказано, что «Тонкая серебристая нить» Полины Жеребцовой — сильное произведение, которое воспринимается жестче «Зулейхи» Яхиной, «Зоны затопления» Сенчина, «Воли вольной» Ремизова — книг, где власть подвергается серьезной критике.
В 2016 году книга Полины Жеребцовой «Тонкая серебристая нить»  вошла в шорт-лист Бунинской премии. 
Переиздание в 2023 году в Швейцарии, издательство Sandermoen Publishing. 

## Обстоятельства публикации
Рассказ «Маленький Ангел» победил в 2006 году на международном конкурсе имени Януша Корчака в Иерусалиме, где приняли участие писатели из 37 стран.
Рассказы «Зайна» и «Два метра в квадрате» публиковал московский журнал «Медведь» в 2014 году.
В сборник «Тонкая серебристая нить» вошли 33 рассказа писательницы.

## Персонажи
Девочка Полина. Её мама Елена. Их соседи на войне: Султан, Марьям, Идрис, Нина, Настасья, Румиса, Рамзан, Зайна, Фатима, Вера, Медина и другие.

## Переводы
- Жеребцова Полина Тонка сріблиста нить. — Ukraine: BСЛ, 2016. — 272 с. — 3000 экз. — ISBN 978-617-679-207-9.
- Жеребцова Полина Smalkais sudraba pavediens. — Latvia: Jumava, 2017. — 320 с. — 2000 экз. — ISBN 978-993-420-09-22.  (латыш.)
- Жеребцова Полина Noi, i terroristi. — Italy: Kristianka Edizioni, 2022. — 300 c. — 5000 экз. — ISBN 978-889-460-94-86.  (итал.)
- Жеребцова Полина Fine silver thread خيط فضي رفيع. —  Arabia: Taatheer publishing 2022. — 380 c. — 7000 экз. — ISBN 978-603-839-40-14.

## Отзывы
- Сергей Кумыш[11]:

Автор присутствует в каждой истории – то в роли одного из героев, то в роли рассказчика; не прячется под выдуманными именами, не пытается выдать за вымысел то, что вымыслом не является. Это литература, выросшая из личного факта, очищенная от пресловутого «сочинительства», жанровых примесей и стилистических выкрутасов.
Война, описанная с детской непосредственностью, с детской же беспощадностью и высокой пробы писательским мастерством. Несмотря на музыкальную легкость слога, чтение этой прозы требует определенных – и немалых – внутренних сил. То, что рассказы короткие, говорит о великодушии автора, о понимании того, что читателю будут необходимы частые передышки. Убери границы между текстами – и все они превратятся в единый и связный порыв. Что и отличает настоящую литературу от ее многоликих двойников